# Demain (roman)
Pour les articles homonymes, voir Demain.
Demain est le 10e roman de Guillaume Musso, paru le 28 février 2013,. En 2012, Musso recense plus d'1,7 million d'exemplaires vendus toutes éditions confondues de ses précédents romans.

## Résumé
Le roman raconte l'histoire d'Emma, une jeune New-Yorkaise de 32 ans, à la recherche de l'homme de sa vie, et de Matthew, 32 ans, jeune veuf qui vit avec sa fille de 4 ans. Ils font connaissance grâce à Internet et sont rapidement désireux de se rencontrer. Ils viennent tous les deux au rendez-vous, le même jour à la même heure, mais ne s'y croiseront jamais.

## Livre audio
Le roman a fait l'objet d'une édition sous forme de livre audio.
- Guillaume Musso, Demain, Paris, éd. Audiolib, 4 juillet 2012 (ISBN 978-2-35641-496-0, BNF 43622464)Narrateur : Olivier Blond ; support : 1 disque compact audio MP3 ; durée : 9 h 30 min environ; référence éditeur : Audiolib 25 1671 4